# Batalla de Zabadani (2012)
La batalla de Zabadani (2012) tuvo lugar de enero a febrero de 2012, durante la guerra civil siria. Durante las etapas iniciales de la batalla, las FSA  tomó el control de la ciudad. Sin embargo, menos de un mes después, el Ejército retomó el control de Zabadani, obligando a los combatientes rebeldes a retirarse hacia la frontera libanesa.

## Batalla

### Primera fase
La batalla comenzó cuando la ciudad fue asaltada por el ejército de Sirio el 7 de enero de 2012. Esta operación siguió a la Ofensiva por la campiña de Damasco (noviembre de 2011–marzo de 2012).
Zabadani fue asaltado una vez más por el ejército sirio el 13 de enero. Sin embargo, su ataque fue rechazado por el Ejército Sirio Libre (FSA), que controlaba gran parte de la ciudad. El ejército sirio mantuvo sus posiciones en las afueras. Imágenes de video amateur obtenidas por Reuters mostraron a combatientes armados de la FSA patrullando calles vacías.
El 18 de enero, ambas partes acordaron un alto el fuego. También se acordó que el ejército sirio abandonaría la ciudad y que la FSA retiraría sus fuerzas de las calles. Una alta figura de la oposición, Kamal al-Labwani, dijo que "creo que la fuerte resistencia y las deserciones entre las fuerzas atacantes han obligado al régimen a negociar. Veremos si se mantendrá en el acuerdo". Afirmó que 30 soldados leales y un número desconocido de desertores murieron durante la batalla el 13 de enero.
El alto el fuego se rompió temporalmente el 30 de enero, cuando un combatiente de la FSA fue asesinado por el ejército. Sin embargo, al final del día, la situación en Zabadani seguía siendo tensa pero tranquila.
Un alto funcionario de la Guardia Revolucionaria de Irán dijo que las fuerzas de Hezbolá tomaron parte en los combates en Zabadani en enero.

### Segunda fase
El 4 de febrero, los activistas informaron que el ejército sirio estaba bombardeando el área con morteros y disparando a las tropas de la FSA con ametralladoras pesadas, y había comenzado a asaltar las afueras de Zabadani. Los opositores Comités de Coordinación Local de Siria dijeron que 300 vehículos blindados, incluidos 100 tanques, participaron en la ofensiva. Este informe no pudo ser verificado independientemente. El opositor SOHR, dijo a la AFP que cientos de vehículos blindados asaltaron la ciudad de Zabadani el 6 de febrero. Según los videos de los insurgentes, Zabadani todavía estaba bajo bombardeo el 7 de febrero.
El 8 de febrero, los medios estatales informaron que cuatro miembros de las fuerzas especiales fueron asesinados a las afueras de Zabadani. Afirmaron que varios milicianos murieron en el enfrentamiento. También se informó que durante los combates, un jihadista extranjero, Abu Hamza al-Shami, también fue asesinado. Dos días después, el ejército sirio tomó el control de Madaya, una ciudad ubicada a pocos kilómetros al sur de Zabadani, que estaba rodeada y bajo un bombardeo renovado del ejército.
Los Comités de Coordinación Local dijeron que el ejército estaba golpeando fuertemente la ciudad por sexto día consecutivo. Agregaron que el ejército sirio estaba ubicado a 300 metros al sur de la ciudad.

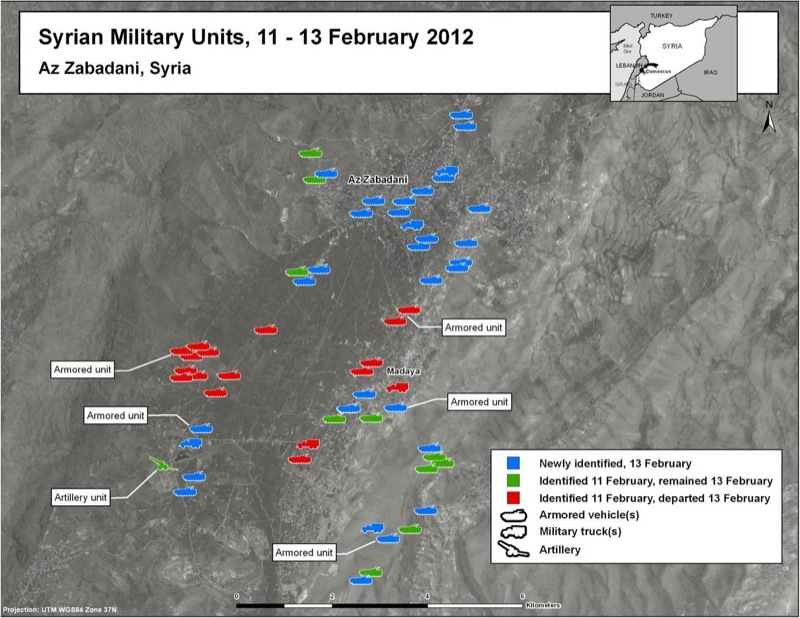
Despliegues militares en las cercanías de Az Zabadani entre el 11 de febrero y el 13 de febrero de 2012

El 11 de febrero, el ejército sirio entró en Zabadani después de un bombardeo renovado y se apoderó de partes de la ciudad. Un rebelde exiliado sirio en Jordania dijo que se había acordado un alto el fuego en Zabadani y que el ejército entró en la ciudad. Se estipula que el ejército no perseguirá a los rebeldes si entregan sus armas robadas. Añadió que 100 personas murieron en el bombardeo de la ciudad. Se mostró un video de un tanque de las SAA en llamas.
El 13 de febrero, rebeldes informaron que el ejército sirio estaba realizando ataques y arrestos en Zabadani y Madaya.  Un contacto del periodista del Irish Times dijo que el ejército había arrestado a algunos combatientes rebeldes y había permitido que otros huyeran, mientras se realizaba la marcha de casa en casa. Muchos residentes huyeron a Bludan donde la cruz roja envió un convoy de ayuda.  Las imágenes de Zabadani se publicaron el 13 de febrero en la televisión estatal siria, mostrando entrevistas con los residentes y algunas de las armas incautadas.  Un residente pro rebelde dijo que el ejército sirio rompió un acuerdo al enviar soldados para que tomaran la ciudad y dijo que docenas de personas sospechosas de ser rebeldes habían sido capturadas.
El periodista John Ray y su camarógrafo hicieron un reportaje en video sobre la batalla, mostrando imágenes de los combates y el avance del ejército sirio. El ejército avanzó desde la ciudad hacia las laderas donde los rebeldes se escondían, empujando a los rebeldes contra la frontera del Líbano. Los rebeldes dijeron que el ejército sirio había arrestado a 250 miembros. Un contrabandista libanés dijo que el ejército sirio había cortado con éxito las líneas de suministro de los rebeldes en la ciudad.

## Consecuencias

### Lucha renovada
Un mes después, el 12 de marzo, se registraron enfrentamientos nuevamente en Zabadani, y muchos resultaron heridos.  El 27 de marzo, el ejército volvió a bombardear la ciudad.  Dos días después, el 29 de marzo, se reportaron más combates en la ciudad.

### Estancamiento en mayo
En mayo, se informó que gran parte de Zabadani estaba nuevamente fuera del control de las SAA, con puestos de control del ejército en las carreteras que entraban y salían de la ciudad y las fuerzas de seguridad protegían los edificios gubernamentales de la ciudad, pero no se aventuraban afuera a lugares como la plaza central. Alrededor de 450 combatientes de la FSA estaban en los huertos fuera de Zabadani, pero no tenían presencia en la ciudad.